# Мишковичі (Паг)
Мишковичі (хорв. Miškovići) — населений пункт у Хорватії, у Задарській жупанії у складі міста Паг.

## Населення
Населення за даними перепису 2011 року становило 59 осіб.
Динаміка чисельності населення поселення:

## Клімат
Середня річна температура становить 14,13 °C, середня максимальна – 27,19 °C, а середня мінімальна – 1,16 °C. Середня річна кількість опадів – 986 мм.
| Клімат поселення                              | Клімат поселення | Клімат поселення | Клімат поселення | Клімат поселення | Клімат поселення | Клімат поселення | Клімат поселення | Клімат поселення | Клімат поселення | Клімат поселення | Клімат поселення | Клімат поселення | Клімат поселення |
| Показник                                      | Січ.             | Лют.             | Бер.             | Квіт.            | Трав.            | Черв.            | Лип.             | Серп.            | Вер.             | Жовт.            | Лист.            | Груд.            |                  |
| Середній максимум, °C                         | 9,70             | 10,39            | 12,80            | 16,60            | 21,59            | 25,42            | 27,19            | 27,09            | 22,81            | 18,16            | 12,91            | 9,93             |                  |
| Середня температура, °C                       | 5,44             | 6,14             | 8,51             | 12,34            | 17,31            | 21,16            | 23,94            | 23,86            | 19,59            | 14,91            | 9,69             | 6,71             |                  |
| Середній мінімум, °C                          | 1,16             | 1,86             | 4,24             | 8,06             | 13,04            | 16,87            | 20,73            | 20,63            | 16,34            | 11,71            | 6,48             | 3,48             |                  |
| Норма опадів, мм                              | 78               | 69               | 77               | 82               | 76               | 62               | 38               | 56               | 110              | 122              | 117              | 99               |                  |
| Середньомісячна швидкість вітру, м/с          | 2.90             | 3.00             | 3.20             | 3.00             | 2.65             | 2.49             | 2.50             | 2.40             | 2.60             | 2.75             | 3.30             | 3.19             |                  |
| Середньомісячна сонячна радіація, кДж/м²·день | 4708             | 7347             | 10845            | 15687            | 20004            | 22224            | 24022            | 20776            | 15019            | 9393             | 5089             | 3952             |                  |
| --------------------------------------------- | ---------------- | ---------------- | ---------------- | ---------------- | ---------------- | ---------------- | ---------------- | ---------------- | ---------------- | ---------------- | ---------------- | ---------------- | ---------------- |
| Джерело:                                      |                  |                  |                  |                  |                  |                  |                  |                  |                  |                  |                  |                  |                  |